# Char NC2/NC31
Char NC2 je bil francoski tank.

## Zgodovina
NC2 je bil nadaljnji tank projekta NC (prvi je bil NC1). Tako kot NC1 je bil tudi ta tank narejen po tanku FT-17. NC2 je bil testiran vendar nikoli uporabljen. Leta 1938 je Grčija testirala tank NC2 in tudi mnoge druge francoske tanke, vendar so tik pred vojno te onemogočili nakup. 